# 斯庫克拉夫特縣
斯庫克拉夫特縣（英語：Schoolcraft County）是美国密西根上半島中部的一個縣，南臨密歇根湖，面積4,879平方公里。根據2020年美國人口普查，共有人口8,047人。縣治马尼斯蒂克（Manistique）。該縣成立於1843年3月9日，縣名紀念地理學家暨地质学家亨利·斯库尔克拉夫特（Henry Schoolcraft）。